# 米塔尔·帕利库恰
米塔尔·帕利库恰（1974年10月21日—），塞尔维亚男子乒乓球运动员。他曾代表塞尔维亚参加2016年和2020年夏季残疾人奥林匹克运动会乒乓球比赛，其中2016年夏季残奥会获得一枚铜牌。